# Метод дисперсионной рентгеновской спектроскопии по длине волны
Метод дисперсионной рентгеновской спектроскопии по длине волны (ДРСДВ) (англ. Wavelength dispersive X-ray spectroscopy, WDXRF или WDS) — аналитическая методика элементного анализа твёрдого вещества, базирующаяся на анализе максимумов по их расположению (длина волны эмиссии) и интенсивности её рентгеновского спектра, вариант рентгеноспектрального анализа. С помощью ДРСДВ-методики можно количественно и качественно определить элементы в исследуемом материале начиная с атомного номера 4 — (Бериллий). Нижняя граница определения наличия элемента при этом составляет 0.01 весового процента, что в абсолютных числах составляет 10−14 до 10−15 грамма.

## Принцип
С помощью действия пучка электронов определённой энергии на исследуемый образец возбуждают его атомы, которые при этом выпускают характерное каждому химическому элементу рентгеновское излучение. Эмитированное таким образом излучение раскладывают с помощью дифракции на природных или искусственных кристаллах на разные участки в зависимости от длины волны. При этом спектрометр настроен лишь на одну длину волны для её анализа и лишь для одного элемента. Для анализа других элементов необходимо изменять положение спектрометра для детектирования другой длины волны следующего элемента, и часто также необходимо заменять кристалл для лучшей дифракции на этом определённом участке спектра.
Исследуя таким образом определённые участки энергетического спектра характеристического излучения при разных длинах волн, можно делать выводы про качественный и количественный состав образца.
Для количественного определения элементов в исследуемых объектах для сравнения и обсчёта используют подобные по природе исследуемым стандартные образцы с известным содержанием элементов.

## Сравнение ДРСДВ с ЭДРС
В противоположность методу энергодисперсионной рентгеновской спектроскопии (ЭДРС) метод дисперсионной рентгеновской спектроскопии по длине волны имеет на порядок более высокую чувствительность и спектральную разделяющую способность. Преимущество ЭДРС проявляются в промере образца на всём рентгеновском спектре, следовательно и одновременного анализа всех элементов, которые имеются в объекте, а также в более низкой чувствительности к топографии образца.

## Аппаратная реализация
В соответствии с условием Брэгга — Вульфа, при падении рентгеновского излучения с длиной волны λ на поверхность кристалла под углом Θ, имеющего расстояние между атомными плоскостями d, происходит интерференция волн, приводящая к образованию дифрагированного пучка, исходящего из кристалла под углом Θ, при выполнении условия:
nλ = 2d sin Θ, где n — целое число.
В ультрадлинноволновой области спектра (длина волны λ ~ 20 — 100 Å) для разложения излучения в спектр применяются вогнутые дифракционные решётки скользящего падения, в области спектра с λ < 20 Å — кристаллы-анализаторы, в которых происходит дифракция рентгеновских лучей на атомной структуре. При регистрации длинноволнового излучения дифракция происходит при отражении излучения от поверхности кристалла, при регистрации коротковолнового излучения — при его прохождении через кристалл. При отражении атомные плоскости должны быть расположены вдоль поверхности кристалла, при пропускании — перпендикулярно поверхности. Применяются плоские, выпуклые и вогнутые кристаллы-анализаторы.
Достоинством схем с выпуклыми и плоскими кристаллами является возможность исследования излучения в широком диапазоне спектра, недостатком — дефокусировка излучения. Теоретически рентгенооптическая схема должна обеспечивать попадание излучения на кристалл-анализатор строго под одним углом во всех его точках, но на практике
всегда наблюдаются небольшие вариации в угле падения из-за неточечности источника излучения, сферического характера излучения флуоресценции, конечной точности задания формы кристалл-анализатора, а также из-за протяжённости рабочей области регистрирующего детектора. Разброс по углам дифракции приводит к расплыванию, уширению спектра, которое можно уменьшить использованием простой коллимации излучения. Но коллимация приводит к потере интенсивности, поэтому необходимо соблюдать баланс между разрешающей силой спектрометра, влияющей на контрастность аналитических линий, и зависящей от светосилы скоростью проведения измерений, влияющей на статистическую точность измерений. Для приближения вида флуоресценции, попадающего на плоский кристалл-анализатор, к плоской волне в 1924 году были разработаны коллиматоры Соллера — микроканальные пластины, ограничивающие угол расходимости. Достоинствами схемы Соллера являются её высокая светосила и простота кинематического устройства, поворачивающего кристалл-анализатор и, синхронно — детектор, на угол, вдвое превышающий изменение угла кристалла-анализатора. В универсальных (всеволновых) спектрометрах спектрометрах, как правило, используется схема Соллера, которая является единственной используемой в современной аппаратуре схемой с плоским кристаллом-анализатором. В схемах с фокусировкой применяются вогнутые кристаллы с цилиндрической и сферическими поверхностями, изогнутые кристаллы позволяют улучшить разрешение спектрометра.
Если изогнуть кристалл-анализатор по окружности радиуса 2R и разместить источник излучения с детектором на окружности радиуса R (круге Роуланда), можно добиться выполнения условия равенства углов дифракции для различных участков кристалла с хорошей точностью. При этом телесный угол сбора излучения источника будет намного больше, чем в методе Соллера, что позволит накапливать спектры намного быстрее. Такая спектрометрическая схема была реализована Иоганном в 1931 году. Было установлено, что схема Иоганна имеет недостаток: разрешающая сила спектрометра не может быть увеличена выше определённого предела даже при обеспечении равенства углов дифракции из-за того, что дифрагировавшее излучение плохо фокусируется на детекторе.
Для выполнения условия фокусировки кристалл должен быть изогнут с радиусом R. В 1933 году Иоганссон предложил вышлифовывать в плоском кристалл-анализаторе выемку радиусом 2R, а затем изгибать кристалл-анализатор по кругу Роуланда. В этом случае дифрагирующие плоскости оказываются изогнуты с радиусом 2R, участки кристалла, на которых происходит рассеяние и дифракция, лежат на круге радиуса R, таким образом обеспечивается точная фокусировка спектра на фокальную окружность.
Схемы Соллера, Иоганна и Иоганссона обладают общим недостатком:
их разрешающая сила падает с уменьшением длины волны излучения. Для
коротковолновой области выгоднее использовать не брэгговскую дифракцию, а дифракцию при прохождении тонкого монокристалла. В 1932 году Кошуа предложил модификацию схемы Иоганна для коротковолновой области. Кристаллографические плоскости, на которых происходит дифракция, расположены перпендикулярно поверхности кристалла, через который проходит излучение. В схеме Кошуа светосила прибора может быть увеличена за счёт того, что источник излучения может быть протяжённым. Обладающая высокой разрешающей способностью схема Кошуа применяется в современной коротковолновой аппаратуре (длинноволновое излучение не проходит сквозь кристалл). В 1947 году Дю-Монд предложил поменять в схеме Кошуа источник и детектор местами. В этом случае светосила может быть увеличена за счёт использования детектора с большим рабочим объёмом.
В предложенном в 1932 году методе Гамоша щель и плоскость регистрации располагаются на оси цилиндрической поверхности, а для фокусировки в направлении, перпендикулярном направлению дисперсии, применяются цилиндрически изогнутые кристаллы. Спектральное разрешение в спектрометрах ограничивается разрешением выбранного кристалла-анализатора. В последнее время наблюдается тенденция по внедрению двойного изгиба кристаллов по форме сферы, эллипсоида, тора и т. д. В этом случае лучи дополнительно фокусируются в плоскости, перпендикулярной кругу фокусировки. Сложная форма изгиба позволяет получить большую рабочую поверхность (дифракционную зону отражения), чем в традиционных методах. За счёт лучшей фокусировки монохроматического излучения без потери спектрального разрешени обеспечивается увеличение интенсивности спектров.